# Алан Стюарт из Дрегорна
Сэр Алан Стюарт из Дрегорна (погиб 19 июля 1333) — шотландский дворянин, предок королевской династии Стюартов и графского рода Леннокс.

## Биография
Второй сын сэра Джона Стюарта из Бонкиля (ок. 1245—1298) и Маргариты де Бонкиль.
Алан Стюарт сражался на стороне короля Роберта Брюса во время Первой войны за независимость Шотландии.
В 1315 году сопровождал графа Эдуарда Брюса во время его военной кампании в Ирландии. В 1316 году был захвачен в плен англичанами, но затем быстро выкуплен. В награду получил от короля Роберта Брюса земли в Дрегорне (область Эршир).
В июле 1333 года сэр Алан Стюарт вместе с братьями Джеймсом и Джоном погиб в битве с англичанами при Халидон-Хилле.

## Семья и дети
Имя и происхождение его жены неизвестно. Дети:
- Джон Стюарт из Крустона и Дарнли
- Уолтер Стюарт
- Александр Стюарт из Дарнли (? — 1374)
- Элизабет Стюарт, жена Джона ФицУолтера, сына Уолтера фицГилберта из Кадзоу (ум. ок. 1346), 1-го барона Кадзоу.